# Happy-Go-Lucky (2008)
Happy-Go-Lucky (zu deutsch: unbeschwert, sorglos, leichtlebig; Alternativtitel: Happy-go-lucky: Gute Laune ist ansteckend!) ist eine britische Filmkomödie von Mike Leigh aus dem Jahr 2008. Ihre Uraufführung fand am 12. Februar 2008 auf der Berlinale statt. Ab dem 3. Juli 2008 war der Film in den deutschen Kinos zu sehen.

## Handlung
Die 30-jährige Grundschullehrerin Pauline, genannt Poppy, ist immer gut gelaunt und zu allen Menschen freundlich. Sie lebt mit ihrer Mitbewohnerin Zoe in London. Selbst als man ihr Fahrrad klaut, nimmt sie dies unbekümmert hin. An ihrer Arbeit hat sie große Freude und mit ihrer Schwester Suzy und mit ihrer Mitbewohnerin und Kollegin Zoe versteht sie sich gut. Die drei ziehen durch Londoner Clubs und beschließen am nächsten Morgen, die schwangere Helen, die dritte Schwester, zu besuchen.
Anstatt sich ein neues Fahrrad zu kaufen, will Poppy den Führerschein machen. Sie nimmt ihre erste Fahrstunde bei dem griesgrämigen Fahrlehrer Scott. Dieser ist vom Charakter her ihr genaues Gegenteil. Auf Scotts Anweisungen reagiert sie mit Gelassenheit und Unverständnis, so soll sie zum Beispiel die Türen verriegeln, als Scott zwei Fahrradfahrer mit dunkler Hautfarbe auf der Straße sieht, oder ihre hohen Stiefel wechseln.
Poppy trifft sich mit der Schuldirektorin Heather und nimmt mit ihr an einer emotional aufwühlenden Flamencostunde teil. Danach gehen die beiden in ein Pub. Heather möchte von Poppy wissen, wie es bei ihr denn in der Liebe aussähe, worauf Poppy antwortet, dass es bei ihr noch nicht so richtig gefunkt habe. Mit Begeisterung erzählt Poppy aber von ihrer Weltreise mit Zoe, von Asien und Australien.
In der Schule beobachtet sie, wie ein Mitschüler einen anderen schlägt. Bei der dritten Fahrstunde verliert Scott die Geduld und denkt, Poppy ärgere ihn absichtlich. Scott erweist sich in dieser Fahrstunde auch als Psychopath, der wirr über Multikulturalismus und Verschwörungen faselt. Poppy reagiert nicht darauf. In der Schule kommt es erneut zu einer Schlägerei, diesmal greift Poppy ein. Als es in der Schule wieder mit demselben Jungen Ärger gibt und sie nicht an ihn herankommt, schlägt Heather vor, einen Spezialisten zu holen. Auf dem Weg nach Hause, mitten in der Nacht, lässt sich Poppy auf ein Gespräch mit einem Obdachlosen ein, auf den sie durch dessen unverständlichen Gesang aufmerksam geworden ist.
In einem Gespräch findet der Sozialarbeiter Tim heraus, dass der prügelnde Schüler von dem Freund der Mutter misshandelt wird. Zwischen Poppy und Tim entwickelt sich derweil ein Flirt und sie tauschen ihre Telefonnummern aus.
Bei der nächsten Fahrstunde wird es sehr persönlich; es kommt zu lauter Missverständnissen. Scott denkt, Poppy sei lesbisch, und er versteht einen Witz über einen Schwerlastzug nicht. Dabei baut sich in ihm eine solche Wut auf, dass Poppy auf dem Beifahrersitz landet.
Am nächsten Tag fahren Poppy, Suzy und Zoe zum Barbecue zu Helen. Verheiratet, schwanger und mit Eigenheim ist sie das Gegenteil ihrer Schwester und fordert diese dazu auf, erwachsen zu werden. Während eines Spazierganges entlang der Küste ruft Poppy Tim an und verabredet sich mit ihm. Bei ihrer Rückkehr erwischt sie Scott dabei, wie er ihre Wohnung beobachtet, aber sofort das Weite sucht, als er die drei bemerkt. Poppy trifft sich mit Tim zu einem Date und beide verbringen die Nacht zusammen.
Am anderen Morgen bringt Tim Poppy nach Hause und macht Bekanntschaft mit Zoe und dem Fahrlehrer Scott. Bei der anschließenden Verabschiedung kommt es zu einem Kuss. Scott betrachtet dies als Provokation. Als sie ihn kurz darauf anspricht, was er bei ihr am Vortag zu suchen hatte, bestreitet er alles. Durch Poppys direkte Art, Dinge zu hinterfragen, wird Scott immer wütender, was sich auch auf seinen Fahrstil auswirkt. Am Ziel angekommen, an dem üblicherweise die Fahrstunde beginnt, verweigert Poppy die Stunde. Sie möchte Scott nach Hause fahren, da sie der Meinung ist, dass er in dieser Situation nicht fahren könne. Es kommt zu einer körperlichen Auseinandersetzung; Poppy befreit sich aus dem Wagen und Scott rennt ihr hinterher. Wütend wirft er ihr vor, ihn nur benutzt zu haben; sie habe erst mit ihm geflirtet, um ihn dann hängen zu lassen.
Als sie ihn hat etwas beruhigen können, gibt sie ihm auf die Frage nach der nächsten Fahrstunde kopfschüttelnd die Autoschlüssel zurück. Mit traurigem Blick läuft Poppy nach Hause.
Sie und ihre Mitbewohnerin, die mit dem Rauchen aufhören will, rudern zusammen auf einem See. Zoe schlägt vor, dass Poppy damit aufhören solle, zu allen Menschen so freundlich zu sein. Sie solle vielmehr Scott anzeigen. Poppy jedoch widerspricht; sie glaube nicht, dass Scott damit geholfen sei. Sie stellen fest, wie glücklich sie doch eigentlich sind. Am Ende ruft Tim an und sagt ihr, wie lieb er sie hat. So rudern sie weiter.

## Produktion
Gedreht wurde u. a. am Camden Market und für die Bootsszene im Regent’s Park.
Leigh selbst betont, dass er seine Filme erst während des Drehs entdecke. Durch seine jahrelangen Erfahrungen am Theater werden seine Filme Schauspielerfilme. Etwa sechs Monate vor Drehbeginn lässt er seine Schauspieler improvisieren und die Charaktere gemeinsam erfinden. In den Proben entstand auch das Skript für Happy-Go-Lucky; doch sobald es zum Dreh kam, war Schluss mit Improvisieren.
Während des eher von Pessimismus gekennzeichneten Wettbewerbs auf der 58. Berlinale stach Mike Leighs optimistischer Film besonders heraus. Da es sich um Leighs erste Komödie seit Life is Sweet (1991) handelte, „sorgte die Weltpremiere des Films anlässlich der diesjährigen 58. Berlinale auch für einiges Aufsehen und rief allgemeines Erstaunen bei Kritik und Publikum hervor“.
Der Film war ab dem 3. Juli 2008 in den deutschen Kinos zu sehen, in den österreichischen ab dem folgenden Tag.

## Auszeichnungen
Der Film lief 2008 im Wettbewerb der Berlinale, wo er sich im Rennen um den Goldenen Bären für den besten Film José Padilhas Drama Tropa de Elite geschlagen geben musste. Sally Hawkins wurde mit dem Silbernen Bären als beste Darstellerin ausgezeichnet. Sie war 2008 auch für den Europäischen Filmpreis nominiert und sie gewann im Januar 2009 den Golden Globe Award als beste Komödiendarstellerin. Leighs Drehbuch war 2009 für einen Oscar nominiert.
Tabellarische Übersicht der Auszeichnungen:
| Preisverleihung                             | Kategorie der Preise                                         | Nominierte(r)   | Resultat  |
| ------------------------------------------- | ------------------------------------------------------------ | --------------- | --------- |
| Academy Awards                              | Bestes Drehbuch                                              | Mike Leigh      | Nominiert |
| Berlin International Film Festival          | Goldener Bär                                                 | -               | Nominiert |
| Berlin International Film Festival          | Silberner Bär (Beste Darstellerin)                           | Sally Hawkins   | Gewonnen  |
| Boston Society of Film Critics              | Beste Darstellerin                                           | Sally Hawkins   | Gewonnen  |
| British Independent Film Awards             | Beste Darstellerin                                           | Sally Hawkins   | Nominiert |
| British Independent Film Awards             | British Independent Film Award Bester Nebendarsteller        | Eddie Marsan    | Gewonnen  |
| British Independent Film Awards             | British Independent Film Award – Beste Nebendarstellerin     | Alexis Zegerman | Gewonnen  |
| Chicago Film Critics Association Awards     | Beste Darstellerin                                           | Sally Hawkins   | Nominiert |
| Chlotrudis Awards                           | Bester Film                                                  | -               | Nominiert |
| Chlotrudis Awards                           | Beste Regie                                                  | Mike Leigh      | Gewonnen  |
| Chlotrudis Awards                           | Beste Darstellerin                                           | Sally Hawkins   | Nominiert |
| Chlotrudis Awards                           | Bester Nebendarsteller                                       | Eddie Marsan    | Gewonnen  |
| Chlotrudis Awards                           | Bestes Drehbuch                                              | Mike Leigh      | Nominiert |
| Detroit Film Critics Society Awards         | Beste Darstellerin                                           | Sally Hawkins   | Nominiert |
| Detroit Film Critics Society Awards         | Bester Nebendarsteller                                       | Eddie Marsan    | Nominiert |
| European Film Awards                        | Bester Film                                                  | -               | Nominiert |
| European Film Awards                        | Beste Darstellerin                                           | Sally Hawkins   | Nominiert |
| Golden Globes Awards                        | Bester Film (Komödie oder Musical)                           | -               | Nominiert |
| Golden Globes Awards                        | Beste Darstellerin in einem Spielfilm (Komödie oder Musical) | Sally Hawkins   | Gewonnen  |
| Hollywood Film Festival                     | Hollywood Breakthrough Award                                 | Sally Hawkins   | Gewonnen  |
| London Film Critics’ Awards                 | Britischer Film des Jahres                                   | -               | Nominiert |
| London Film Critics’ Awards                 | Britischer Regisseur des Jahres                              | Mike Leigh      | Nominiert |
| London Film Critics’ Awards                 | Beste britische Darstellerin                                 | Sally Hawkins   | Nominiert |
| London Film Critics’ Awards                 | Bester britischer Nebendarsteller                            | Eddie Marsan    | Gewonnen  |
| London Film Critics’ Awards                 | Beste Nebendarstellerin                                      | Alexis Zegerman | Nominiert |
| Los Angeles Film Critics Association Awards | Bestes Drehbuch                                              | Mike Leigh      | Gewonnen  |
| Los Angeles Film Critics Association Awards | Beste Darstellerin                                           | Sally Hawkins   | Gewonnen  |
| New York Film Critics Circle Awards         | Beste Regie                                                  | Mike Leigh      | Gewonnen  |
| New York Film Critics Circle Awards         | Beste Darstellerin                                           | Sally Hawkins   | Gewonnen  |
| New York Film Critics Circle Awards         | Bester Nebendarsteller                                       | Eddie Marsan    | Nominiert |
| New York Film Critics Online Awards 2008    | Gewählt in die Top Ten der besten Filme des Jahres           | -               | -         |
| New York Film Critics Online Awards 2008    | Beste Darstellerin                                           | Sally Hawkins   | Gewonnen  |
| Norwegian International Film Festival       | Bester Film                                                  | Mike Leigh      | Gewonnen  |
| Pula Film Festival                          | Bester ausländischer Regisseur                               | Mike Leigh      | Gewonnen  |
| San Francisco Film Critics Circle Awards    | Beste Darstellerin                                           | Sally Hawkins   | Gewonnen  |
| Satellite Awards                            | Bester Film (Komödie oder Musical)                           | -               | Gewonnen  |
| Satellite Awards                            | Beste Darstellerin in einem Spielfilm (Komödie oder Musical) | Sally Hawkins   | Gewonnen  |
| Women Film Journalists Awards               | Bester Film                                                  | -               | Nominiert |
| Women Film Journalists Awards               | Beste Darstellerin                                           | Sally Hawkins   | Gewonnen  |
| Women Film Journalists Awards               | Bester Nebendarsteller                                       | Eddie Marsan    | Nominiert |
| Women Film Journalists Awards               | Bestes Ensemble                                              | Ensemble        | Nominiert |
| Women Film Journalists Awards               | Bestes Drehbuch                                              | Mike Leigh      | Nominiert |

## Kritiken
- ARTE (von Nana A. T. Rebhan), 19. Februar 2008: „Sally Hawkins spielt Poppy, nein, sie ist Poppy. Sie scheint in dieser Rolle aufzugehen, jede kleinste Bewegung wirkt stimmig. Das liegt unter anderem an der einzigartigen Arbeitsmethode, mit der Regisseur Mike Leigh seine Schauspieler auf ihre Rollen vorbereitet. […] Mike Leigh beweist, dass er auch Komödien inszenieren kann, und er zeigt auch, dass ein Film nicht zwingend einer Handlung bedarf.“[16]

- Der Tagesspiegel (Jan Schulz-Ojala über die Berlinale), 13. Februar 2008: „Mit einem englischen Film, in dem geradezu unverschämt unermüdlich die wahre Sonne scheint, erobert mit Mike Leigh einer der Großveterane des New British Cinema sein Publikum im Gelächtersturm und – endlich! – mit Szenenapplaus. Die demonstrierte gute Laune in Happy-Go-Lucky aber muss sich gegen existenzielle Tragik behaupten; folglich ist auch das Ende nicht konfekthaltig happy, sondern schöner, weiter und offener. Ja, wenn er so viel Glück hat wie seine Heldin, dann macht Mike Leigh den goldenen Hattrick perfekt – und holt nach der Palme für Lügen und Geheimnisse (1996) und dem Löwen für Vera Drake (2004) in Berlin seinen Goldenen Bären.“[17]

- die tageszeitung (von Christian Ihle & Horst Motor), 12. Februar 2008: „Die versammelte Presse war begeistert, die Lacher kommen im Minutentakt und sind doch nie auf Kosten der Figuren. Mike Leigh ist ein wunderbares Stück Kino gelungen, bei dem man nicht ausschließen möchte, dass er nach dem Gewinn von Venedig mit seinem letzten Film Vera Drake auch in Berlin mit Happy-Go-Lucky einen Preis abholt. Poppy-Darstellerin Sally Hawkins darf sich jetzt schon mal für die Hauptdarsteller-Preisverleihung hübsch machen.“[18]